# ‘Ayn Umm ad Dabādīb
‘Ayn Umm ad Dabādīb är en källa i Egypten.   Den ligger i guvernementet Al-Wadi al-Jadid, i den centrala delen av landet, 500 km söder om huvudstaden Kairo. ‘Ayn Umm ad Dabādīb ligger 197 meter över havet.
Terrängen runt ‘Ayn Umm ad Dabādīb är varierad.  Trakten runt ‘Ayn Umm ad Dabādīb är nära nog obefolkad, med mindre än två invånare per kvadratkilometer. Det finns inga samhällen i närheten. Trakten runt ‘Ayn Umm ad Dabādīb är ofruktbar med lite eller ingen växtlighet.